# The River
The River er det femte studiealbum af Bruce Springsteen, udgivet i 1980 af Columbia Records.

## Trackliste
Alle sange er skrevet af Bruce Springsteen.
Side et
1. . "The Ties That Bind" – 3:34
2. . "Sherry Darling" – 4:03
3. . "Jackson Cage" – 3:04
4. . "Two Hearts" – 2:45
5. . "Independence Day" – 4:50

Side to
1. . "Hungry Heart" – 3:19
2. . "Out in the Street" – 4:17
3. . "Crush on You" – 3:10
4. . "You Can Look (But You Better Not Touch)" – 2:37
5. . "I Wanna Marry You" – 3:30
6. . "The River" – 5:01

Side tre
1. . "Point Blank" – 6:06
2. . "Cadillac Ranch" – 3:03
3. . "I'm a Rocker" – 3:36
4. . "Fade Away" – 4:46
5. . "Stolen Car" – 3:54

Side fire
1. . "Ramrod" – 4:05
2. . "The Price You Pay" – 5:29
3. . "Drive All Night" – 8:33
4. . "Wreck on the Highway" – 3:54

## Medvirkende

### Musikere
- Bruce Springsteen – forsanger, guitar, harmonika, klaver på "Drive All Night"
- The E Street Band
  - Roy Bittan – klaver, orgel på "I'm a Rocker" og "Drive All Night", støttevokal
  - Clarence Clemons – saxofon, percussion, støttevokal
  - Danny Federici – orgel, glockenspiel
  - Garry Tallent – bass
  - Steven Van Zandt – akustisk guitar, guitar, lead guitar på "Crush on You", harmonika, støttevokal
  - Max Weinberg – trommer
- Flo & Eddie
  - Howard Kayland – harmonika vokal
  - Mark Volman – harmonika vokal

### Produktion
- Bruce Springsteen – producer
- Jon Landau – producer
- Steven Van Zandt – producer
- Neil Dorfsman – lydtekniker
- Bob Clearmountain – mixing
- Chuck Plotkin – mixing
- Toby Scott – mixing
- Dana Bisbee – lydteknisk assistent
- Frank Stefanko – design